# Calcosina
La calcosina, también denominada calcocita o calcosita (ambos sinónimos en desuso, se recomienda usar calcosina), del griego chalkos, "cobre", es un sulfuro del cobre y forma parte de la clase de los minerales sulfuros. Su nombre chalcosine, asignado por Beudant en 1832, procede del griego chalkos, que significa cobre, por ser una mena de este metal.
Fácilmente confundible con la djurleita (Cu31S16), su fórmula química es Cu2S.

## Formación y yacimientos
Aparece se encentra en lo que se llaman zonas de enriquecimiento supergénico, porque el contenido de cobre de los minerales de esta zona es mayor. Cuando las aguas superficiales  y el oxígeno oxidan la zona superior de los yacimientos de sulfuros, se forman sulfatos solubles, que al descender en la masa mineral reaccionan con otros sulfuros, dando lugar a la formación de calcosina.
Es un mineral muy común, presente en mayor o menor cantidad en casi todos los yacimientos de sulfuros de cobre. En la base de datos de Mindat se citan más de 5.000 localidades